# Victor Carlén-Wendels
John Wilhelm Victor Carlén-Wendels,  född 16 juli 1883 i Hjo, död 25 juni 1963 i Göteborg, var en svensk militär och gymnastikdirektör. 
Carlén-Wendels, som var son till kapten Gustaf Wendels och Maria Carlén, avlade studentexamen i Skara 1902 Och utexaminerades från Gymnastiska centralinstitutet 1909. Han blev underlöjtnant i Västgöta regementes reserv 1904, löjtnant 1910 och kapten 1917. Han var sjukgymnast i London 1909–1910, gymnastiklärare i Enköping och sjukgymnast hos Ernst Westerlund 1910–1911, gymnastiklärare vid Malmö högre allmänna 1äroverk 1912–1947, tillika gymnastikinspektör vid Malmö stads folkskolor 1915–1943. 
Carlén-Wendels var hedersordförande i Malmö gymnastik- och fäktklubb, Malmö gymnastikförbund, Svenska gymnastiklärarsällskapets södra krets samt i Skaradjäknarnas förenings södra distrikt. Han var hedersledamot i Dansk gymnastikforbund och i Skånes gymnastikförbund, ledamot av Svenska gymnastiklärarsällskapets centralstyrelse, dess vice ordförande från 1928 och ledamot av styrelsen i Svenska gymnastikförbundet från 1916. Han var ledare för ett flertal utlandsfärder med gymnastiktrupper med uppdrag att representera Sverige, ledare för svenska manliga masstruppen vid Lingiaden i Stockholm 1939 och ordförande i specialkommittén för Lingiaden 1949. Han skrev ett stort antal tidnings- och tidskriftsartiklar och var verksam som föreläsare.